# Dvärgsteklar
Dvärgsteklar (Mymaridae) är en familj i insektsordningen steklar som innehåller omkring 1 400 kända arter, i omkring 100 olika släkten. 

## Kännetecken
Familjen dvärgsteklar hör till de minsta steklarna och flertalet arter har en kroppslängd på under 1,5 millimeter. Till familjen hör även några av de minsta bevingade insekterna som man känner till, som Alpatus magnimius och Alaptus minimus, vars kroppslängd uppgår till endast omkring 0,2 millimeter. Färgen på kroppen varierar hos olika arter från mörkbrun till svart eller gulaktig. Framvingarna saknar tydliga ribbor och har en kant av fina hår. Även bakvingarna, som är mycket smala, är kantade av fina hår. Honorna har långa antenner med en klubblik spets, medan antennerna hos hanarna är trådlika.

## Levnadssätt
Som andra steklar har dvärgsteklarna fullständig förvandling och genomgår utvecklingsstadierna ägg, puppa och imago.  De har ett parasitistiskt levnadssätt och honan lägger ägg i andra insekters ägg, som halvvingar, skalbaggar, tvåvingar och hopprätvingar, och flera arter av dvärgsteklar har använts för att biologiskt försöka bekämpa olika skadeinsekter.

## Släkten
- Acanthomymar Subba Rao, 1970
- Acmopolynema Ogloblin, 1946
- Acmotemnus Noyes & Valentine, 1989
- Agalmopolynema Ogloblin, 1960
- Alaptus Ferrière, 1930
- Allanagrus Noyes & Valentine, 1989
- Allarescon Noyes & Valentine, 1989
- Anagroidea Girault, 1915
- Anagrus Haliday, 1833
- Anaphes Haliday, 1833
- Anneckia Subba Rao, 1970
- Apoxypteron Noyes & Valentine, 1989
- Arescon Walker, 1846
- Australomymar Girault, 1929
- Baburia Hedqvist, 2004
- Bakkendorfia Mathot, 1966
- Boccacciomymar Triapitysn & Berezovskiy, 2007
- Borneomymar Huber, 2002
- Boudiennyia Girault, 1937
- Bruchomymar Ogloblin, 1939
- Caenomymar Yoshimoto, 1990
- Callodicopus Ogloblin, 1955
- Camptoptera Förster, 1856
- Camptopteroides Viggiani, 1974
- Caraphractus Walker, 1846
- Ceratanaphes Noyes & Valentine, 1989
- Chaetomymar Ogloblin, 1946
- Chrysoctonus Mathot, 1966
- Cleruchoides Lin & Huber, 2007
- Cleruchus Enock, 1909
- Cnecomymar Ogloblin, 1963
- Cremnomymar Ogloblin, 1952
- Cybomymar Noyes & Valentine, 1989
- Dicopomorpha Ogloblin, 1955
- Dicopus Enock, 1909
- Dorya Noyes & Valentine, 1989
- Entrichopteris Yoshimoto, 1990
- Eofoersteria Mathot, 1966
- Erdosiella Soyka, 1956
- Erythmelus Enock, 1909
- Eubroncus Yoshimoto, Kozlov & Trjapitzin, 1972
- Eucleruchus Ogloblin, 1940
- Eustochomorpha Girault, 1915
- Eustochus Haliday, 1833
- Formicomymar Yoshimoto, 1990
- Gahanopsis Ogloblin, 1946
- Ganomymar De Santis, 1972
- Gonatocerus Nees, 1834
- Haplochaeta Noyes & Valentine, 1989
- Himopolynema Taguchi, 1977
- Idiocentrus Gahan, 1927
- Ischiodasys Noyes & Valentine, 1989
- Kalopolynema Ogloblin, 1960
- Kikiki Huber & Beardsley, 2000
- Kompsomymar Lin & Huber, 2007
- Krokella Huber, 1993
- Kubja Subba Rao, 1984
- Litus Haliday, 1833
- Macrocamptoptera Girault, 1910
- Malfattia Meunier, 1901
- Mimalaptus Noyes & Valentine, 1989
- Mymar Curtis, 1829
- Mymarilla Westwood, 1879
- Myrmecomymar Yoshimoto, 1990
- Narayanella Subba Rao, 1976
- Neolitus Ogloblin, 1935
- Neomymar Crawford, 1913
- Neostethynium Ogloblin, 1964
- Neserythmelus Noyes & Valentine, 1989
- Nesomymar Valentine, 1971
- Nesopatasson Valentine, 1971
- Notomymar Doutt & Yoshimoto, 1970
- Omyomymar Schauff, 1983
- Ooctonus Haliday, 1833
- Palaeoneura Waterhouse, 1915
- Palaeopatasson Witsack, 1986
- Paracmotemnus Noyes & Valentine, 1989
- Paranaphoidea Girault, 1913
- Parapolynema Fidalgo, 1982
- Parastethynium Lin & Huber in Lin, Huber & La Salle, 2007
- Platyfrons Yoshimoto, 1990
- Platypolynema Ogloblin, 1960
- Platystethynium Ogloblin, 1946
- Polynema Haliday, 1833
- Polynemoidea Girault, 1913
- Polynemula Ogloblin, 1967
- Prionaphes Hincks, 1961
- Pseudanaphes Noyes & Valentine, 1989
- Pseudocleruchus Donev & Huber, 2002
- Ptilomymar Annecke & Doutt, 1961
- Restisoma Yoshimoto, 1990
- Richteria Girault, 1920
- Schizophragma Ogloblin, 1949
- Scleromymar Noyes & Valentine, 1989
- Steganogaster Noyes & Valentine, 1989
- Stephanocampta Mathot, 1966
- Stephanodes Enock, 1909
- Stethynium Enock, 1909
- Tanyostethium Yoshimoto, 1990
- Tetrapolynema Ogloblin, 1946
- Tinkerbella Huber & Noyes, 2013
- Zelanaphes Noyes & Valentine, 1989

## Utdöda släkten
- †Carpenteriana  Yoshimoto, 1975
- †Enneagmus Yoshimoto, 1975
- †Eoanaphes Huber in Huber & Greenwalt, 2011
- †Eoeustochus Huber in Huber & Greenwalt, 2011
- †Macalpinia Yoshimoto, 1975
- †Myanmymar Huber in Huber & Poinar, 2011
- †Triadomerus Yoshimoto, 1975